# Любошицкий, Арон
Арон Любошицкий (пол. Aron Luboszycki; 18 июля 1874, Ружаны, Гродненская губерния — 1942, Треблинка) — еврейский педагог, поэт и прозаик, литературный критик, публицист.

## Биография
Родился в семье Дова-Лейзера и Хавы Любошицких. Получил традиционное еврейское религиозное и светское образование. С 1889 года сотрудничал в периодике на иврите. Его первые стихи на иврите были опубликованы в поэтическом альманахе «Ахиасаф» (Варшава, 1894), выполнил также переводы русской поэзии на иврит. Преподавал в еврейских школах Брест-Литовска, Смоленска, Лодзи. Руководил еврейской школой с преподаванием на иврите «Га-иври» в Варшаве. В 1910-х годах открыл в Смоленске школу с преподаванием на иврите.
В 1902 году опубликовал серию статей, направленных против идиша. Позже, однако, публиковал рассказы на идише и стихотворные переводы с иврита на идиш.
С 1922 года — в Польше. Участвовал в создании еврейского издательства «Авив». В 1923 году основал и до 1929 года редактировал детский литературный и научно-популярный журнал «Га-Кохав» («Звезда»), ранее (с 1926) выходивший в Брест-Литовске. Был также автором публикаций в области образования. В 1930-х годах преподавал в Брест-Литовске, Волковыске, Лодзи. Перевёл с русского языка на иврит учебник еврейской истории Семёна Дубнова.
В 1942 году был арестован и депортирован в лагерь смерти Треблинка, где погиб.